# NGC 3202
NGC 3202 ist eine Balken-Spiralgalaxie mit aktivem Galaxienkern vom Hubble-Typ SBa im Sternbild Großer Bär am Nordsternhimmel. Sie ist schätzungsweise 297 Millionen Lichtjahre von der Milchstraße entfernt und hat einen Durchmesser von etwa 70.000 Lj.

Im selben Himmelsareal befinden sich die Galaxien NGC 3205 und NGC 3207.
Das Objekt wurde am 3. Februar 1788 von Wilhelm Herschel entdeckt.